# Тјаншанска пика
Тјаншанска пика (Ochotona iliensis) је врста сисара из реда двозубаца и породице пика (Ochotonidae). 

## Распрострањење
Кина је једино познато природно станиште врсте.

## Станиште
Тјаншанска пика има станиште на копну.

## Угроженост
Ова врста се сматра угроженом.

### Популациони тренд
Популација ове врсте се смањује, судећи по расположивим подацима.